# Annobón
Annobón (również: Pagalu) – wyspa wulkaniczna, położona w Zatoce Gwinejskiej na zachód od wybrzeży Gabonu oraz na południe od Wyspy Świętego Tomasza. Wchodzi w skład Gwinei Równikowej, stanowiąc jedną z jej prowincji o nazwie Annobón (w 2001 roku liczyła 5008 mieszkańców). Wyspa składa się też z jednego dystryktu o tej samej nazwie.
Wyspa zajmuje powierzchnię 17,5 km², a zamieszkuje ją 3,82 tys. mieszkańców (szacunkowo 2009). Głównym ośrodkiem miejskim wyspy jest San Antonio de Palé liczące ok. 600 mieszkańców, które jest też stolicą prowincji Annobón. Ludność wyspy zajmują się rybołówstwem. Na wyspie znajduje się wygasły wulkan, wznoszący się na wysokość 831 m n.p.m. (Pico Mazafin).
Wyspa Annobón została odkryta przez Portugalczyków 1 stycznia 1471, stąd też jej nazwa anno bom oznacza „szczęśliwego Nowego Roku” w języku portugalskim. W latach 1778–1968 była w posiadaniu Hiszpanii. Na początku XX wieku stanowiła część wyspiarskiej kolonii hiszpańskiej Elobey, Annobon i Corisco. W 1909 terytorium to zostało połączone z sąsiednimi koloniami Fernando Póo i Hiszpańską Gwineą Kontynentalną (hiszp. Guinea Continental Española) w jedno terytorium Hiszpańskie Terytoria Zatoki Gwinejskiej (Territorios Españoles del Golfo de Guinea), zwane częściej jako Gwinea Hiszpańska. Od 1935 wyspa Annobón wchodziła w skład dystryktu Fernando Póo, części początkowo kolonii Gwinei Hiszpańskiej, a w latach 1958–1968 – zamorskiej prowincji Gwinei Hiszpańskiej. Od 1968 należy do niepodległej Gwinei Równikowej.